# اوگو گوجوسان
اوگو گوجوسان (هانگول: 위 우거؛ هانجا: 衛 右 渠)، درگذشت ۱۰۸ قبل از میلاد آخرین پادشاه ویمن چوسان و آخرین باقی مانده دودمان گوجوسان بود. او نوه ویمن بود.
اوگو توسط یک قاتل فرستاده شده توسط جناحی که حامی تسلیم شدن گوجوسان در برابر هان بود کشته شد.حتی پس از مرگ اوگو گوجوسان، مقاومت در برابر نیروهای هان تا ۱۰۸ قبل از میلاد ادامه داشت اما در نهایت شکست خوردند و پس از آن هان فرمانداری‌ها چهارگانه را ایجاد کرد.

## خانواده
- ویمن چوسان (هانجا:衛満), پدر بزرگ و اولین فرمانروای ویمن چوسان.
- پدر و جانشین , نام نامعلوم
- وای جانگ (هانجا:衛長降), پسر

## نگارخانه

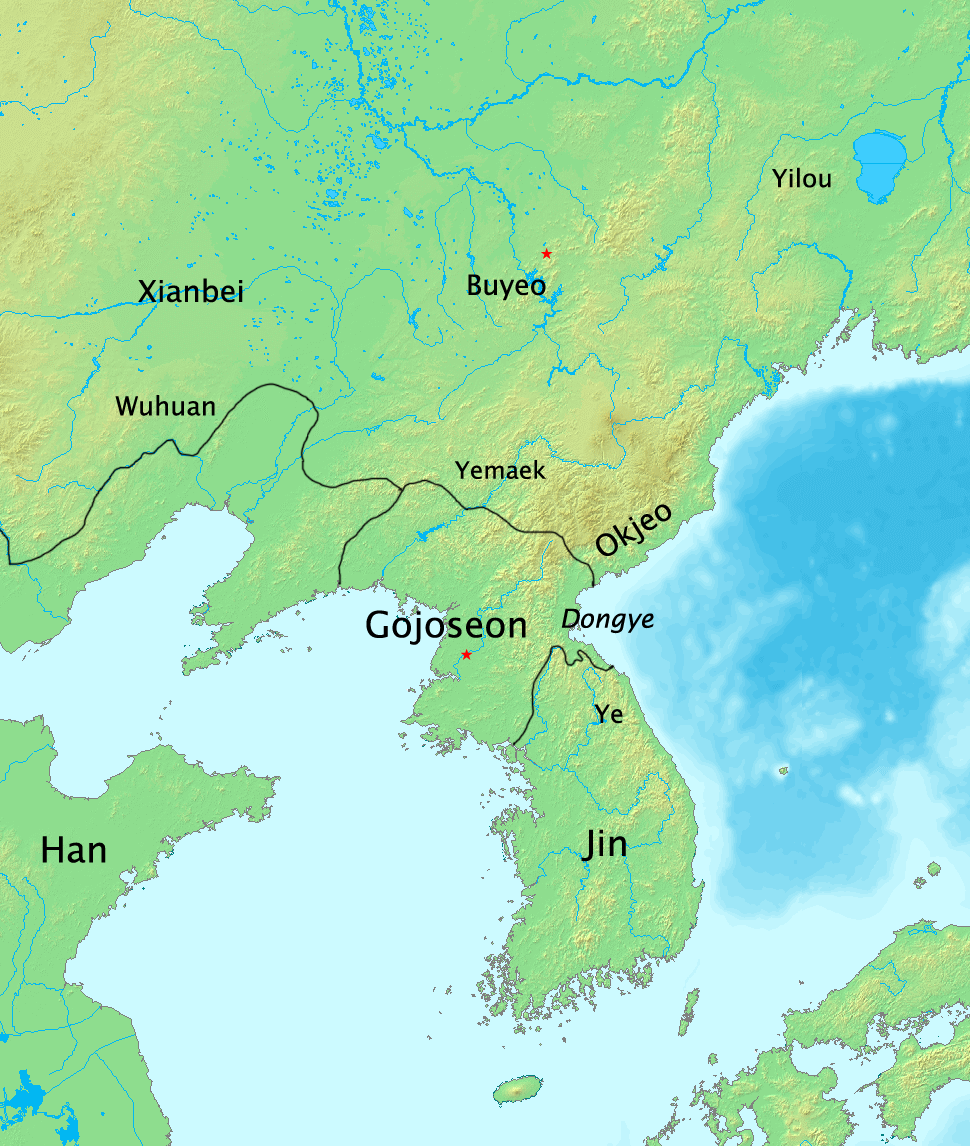
کره در سال ۱۰۸ قبل از میلاد و قبل از اینکه به وسیله هان نابود شود.
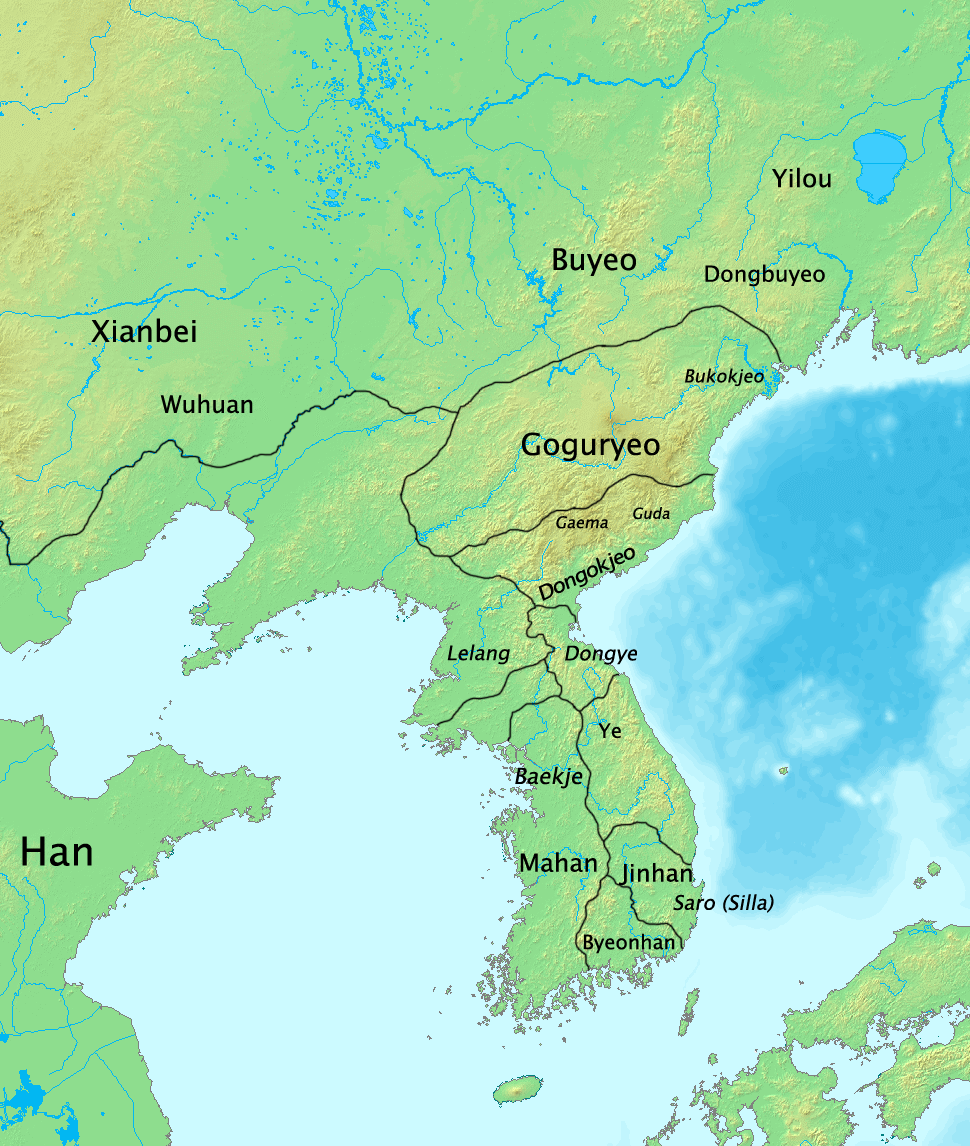
سلسله هان ویمن چوسان را نابود می‌کند و فرمانداری‌ها چهارگانه را تاسیس می‌کند.